# Бой при Одоровци
Боят при Одоровци се води на 2 ноември 1885 г. между Смиловския отряд и конна сръбска бригада, край с. Одоровци, по време на Сръбско-българската война.

## Ход на военните действия
На 2 ноември сръбската Нишавска армия започва настъпление по сливнишкото направление. Първите войски от армията преминават границата при село Одоровци. Авангардът се състои от една конна сръбска бригада и 19-и сръбски гвардейски батальон и до вечерта достига до линията Станянци - Извор.
Отбраната на това направление се осъществява от Смиловския прикриващ отряд, който още към 16 часа открива конната бригада и започва отдалечен обстрел. Сръбските войски се развръщат и започват плавно настъпление, като до вечерта единият ескадрон успява да достигне до село Гуленовци, вторият - близо до село Смиловци, а третият заема позиция при Петърлашките височини.
Същата вечер само третият ескадрон нощува на заетите позиции, а останалите два се оттеглят в района на границата. Порази слабото разузнаване на вражеските войски, командирът смятал, че срещу него има значително повече войски и оттегля отряда.
На 3 ноември противникът не осъществява настъпление, поради изчакване на гвардейския батальон. Необезпокояван от противника отряда заема отбранителна позиция при Бребевница.
Чрез действията си, Смиловския прикриващ отряд успява да забави настъплението на сръбските войски с два дни и да заеме добри позиции при отбраната на шосето за с. Извор.